# Cigüela
Il fiume Cigüela  o Gigüela è un fiume spagnolo di 225 km, affluente del Guadiana, che nasce nella provincia di Cuenca, presso il puerto de Cabrejas, a 1.080 metri sul livello del mare, non lontano dalle sorgenti del fiume Júcar, vicino allo spartiacque tra i versanti atlantico e mediterraneo della penisola iberica.

## Corso
Dopo il passaggio per la località di Villarta de San Juan (provincia di Ciudad Real), il Gigüela alimentava, insieme al fiume Záncara, le paludi delle Tablas de Daimiel, tra i comuni di Villarrubia de los Ojos e Daimiel, con la confluenza di entrambi i fiumi nello stesso sistema palustre nel Guadiana.
Il complicato nome del fiume ha visto varie vicissitudini. Già in epoca romana era chiamato Sego, forse in onore a Segóbriga, le cui rovine oggi bagna. Gli arabi lo chiamarono Sígula ed ai tempi della Reconquista si chiamò Xihuella. Nelle Relaciones topográficas de Felipe II si trova il toponimo Xigüela, dove si legge che «Il fiume Gigüela che nasce nella Diocesi di Cuenca muore nel Guadiana». Attualmente il nome è tuttora controverso visto che appare con due grafie, Cigüela o Gigüela e, a volte con la j, Jigüela.
Nei suoi 225 chilometri di corso, fino alla confluenza con il Guadiana, riceve le acque di vari affluenti, tra cui risaltano il Jualón, il Torrejón, il Valdejudíos, il Riánsares, l'Amarguillo e lo Záncara. Nelle vicinanze delle Tablas de Daimiel, nel territorio di Villarrubia de los Ojos, le sue acque salmastre si mescolavano con le abbondanti risorgive esistenti nella zona e con l'affluente «La Madre Chica», convertendosi così definitivamente nel fiume Guadiana.
Negli ultimi anni, la situazione del fiume, come altri nella zona, sta vivendo i suoi giorni peggiori, dato che l'eccessivo sfruttamento dell'acuífero 23 provoca il completo prosciugamento del fiume, anche in epoca di piogge. Gli Ojos che prima lo alimentavano appaiono completamente brulli, cosa che provoca grandi problemi sia per il fiume che per la situazione del Parco nazionale delle Tablas de Daimiel. Solamente gli apporti provenienti dal canale Tago-Segura attraverso il fiume Valdejudíos a Carrascosa del Campo, hanno permesso la vita di questo fiume.
Il fiume scorre per superfici molto porose, le cui acque sotterranee sono state massicciamente estratte abbassando considerevolmente il livello della falda freatica. Allo stesso modo, il fiume scorreva per grandi pianure a inondazione che furono canalizzate negli anni 1960 per guadagnare terreni per l'agricoltura, che causarono la scomparsa di migliaia di ettari di zona umida.

## Storia
Nonostante la marcata stagionalità, nel XVIII secolo vi fu un progetto per convertire le sue rive in terreni irrigui e canalizzarne le acque. Il progetto fu elaborato dall'architetto Juan de Villanueva. Il I capitolo di questo progetto, del 1783, diceva: «Il Canale del Gran Priorato di San Giovanni verrà alimentato dalle acque procedenti e in eccesso delle lagune di Ruidera, da quelle dei fiumi Zancara e Gihuela, e da tutte quelle che lungo il suo corso potranno essere prese e ad esso condotte».